# Tsifenokataka
Tsifenokataka est une commune rurale de Madagascar, située dans le district de Ikongo, dans la partie centrale de la région Fitovinany.

## Démographie
La commune compte 2 604 en 2018.